# Breadline
Breadline — сингл американской хеви-метал-группы Megadeth с альбома Risk 1999 года. Ремиксовый сингл вышел только в Японии. Песня заняла шестую позицию в чарте Mainstream Rock Tracks и десятую в чарте радиостанции Active Rock. По словам Дэйва Мастейна, эта песня является одной из главных причин ухода из группы Марти Фридмана — группе пришлось удалить из песни записанное Фридманом гитарное соло, и о данном решении не было сообщено гитаристу.

## Тематика лирики
Лирика песни посвящена жизни нищих людей («breadline» — это очередь за бесплатным питанием).

## Список композиций
| №  | Название                                                    | Текст песни              | Музыка                 | Длительность |
| -- | ----------------------------------------------------------- | ------------------------ | ---------------------- | ------------ |
| 1. | «Breadline» (радиоверсия)                                   | Дэйв Мастейн, Бад Прагер | Мастейн, Марти Фридмен | 4:01         |
| 2. | «Breadline» (Jack Joseph Puig mix)                          | Мастейн, Прагер          | Мастейн, Фридмен       | 4:29         |
| 3. | «Insomnia» (Rhys Fulber mix)                                | Мастейн                  | Мастейн                | 4:53         |
| 4. | «Symphony of Destruction» (gristle mix)                     | Мастейн                  | Мастейн                | 9:52         |
| 5. | «Crush 'Em» (jock mix)                                      | Мастейн, Прагер          | Мастейн, Фридмен       | 5:10         |
| 6. | «Holy Wars... The Punishment Due» (General Schwarzkopf mix) | Мастейн                  | Мастейн                | 4:57         |

## Кавер-версии
- Экс-гитарист Megadeth Марти Фридман (который является соавтором этой песни) записал «Breadline» для своего седьмого студийного альбома Future Addict.

## Участники записи
- Дэйв Мастейн — соло-гитара, вокал
- Марти Фридман — соло-гитара
- Дэвид Эллефсон — бас-гитара, бэк-вокал
- Джимми Деграссо — ударные